# Lighthouse Bay
Die Lighthouse Bay ist eine kleine Nebenbucht im nördlichen Teil der Cook Bay zwischen Kap Crewe und Point Abrahamsen an der Nordküste Südgeorgiens.
Wissenschaftler der britischen Discovery Investigations kartierten sie im Jahr 1929. Namensgebend war ein inzwischen stillgelegter Leuchtturm am nahegelegenen Sheep Point.